# Lenguas ok
Las lenguas ok o lenguas ok-oksapmin son una familia lingüística de lenguas trans-neoguineanas habladas principalmente en la provincia occidental de Papúa Nueva Guinea, en concreto en la región central de la isla de Nueva Guinea cercana a la frontera con Irian Jaya. Recientemente se ha demostrado que el idioma oksapmin que se consideró una lengua aislada está también relacionada con las lenguas ok. La lengua ok con mayor número de hablantes es el ngalum (ŋalum), con unos 20 mil hablantes, aunque la lengua mejor conocida y más ampliamente estudiada es el telefol.

## Clasificación
Las lenguas ok-oksapmin se clasifican en las siguientes ramas:
- Oksapmin
- Familia ok
  - idioma tangko
  - Ok occidental: Burumakok, Kwer-Kopkaka
  - Lenguas ngalum:  Ngalum, Komyandaret-Tsaukambo
  - Ok de las tierras bajas: Iwur, Muyu (Kati)-Ninggerum, Yonggom
  - Ok de las montañas (Min): Bimin, Faiwol, Mian, Nakai, Setaman, Suganga, Tifal, Telefol, Urapmin

Las lenguas ok forman un grupo filogenético de lenguas claramente emparentadas. Alan Healey identificó a este grupo como familia lingüística en 1962. Posteriormente el mismo lingüista observó conexiones con las lenguas asmat-kamoro y con las lenguas awyu-dumut (Healey, 1970). Voorhoeve expandió estos trabajos y propuso una familia de Guinea central y meridional, llamada actualmente trans-neoguineana centromeridional. Como parte de este último grupo, estas lenguas formarían parte de las lenguas trans-neoguineanas, relación que Malcolm Ross aceptó provisionalmente en parte. Ross afirma que no puede decirse con la evidencia disponible si las similitudes entre las lenguas ok, asmat-kamoro y awyu-dumut son innovaciones comunes, lo cual las convertiría en una rama del trans-neoguineano o bien sus similitudes son retenciones y arcaísmos ya presentes en proto-trans-neoguineano. Voorhoeve propone que existe una relación especial entre el awyu y el ok, mientras que Foley considera que estas dos familias están más cercanas a las lenguas asmat-kamoro que al resto de lenguas trans-neoguineanas.
Loughnane y Fedden (2011) demostraron que el oksapmin, previamente considerado una lengua independiente, está emparentado con las lenguas ok.

## Descripción lingüística
Las lenguas ok poseen términos de parentesco diádicos.

### Comparación léxica
Los numerales en diferentes lenguas ok de las tierras bajas y de la montaña son:
| GLOSA | Tierras bajas | Tierras bajas | Tierras bajas          | Montañas     | Montañas | Montañas   | Montañas  | Montañas    | Montañas  | Montañas    | PROTO- OK       |
| GLOSA | Iwur          | Ninggerum     | Yonggom                | Bimin        | Faiwol   | Mian       | Nakai     | Naki        | Telefol   | Tifal       | PROTO- OK       |
| ----- | ------------- | ------------- | ---------------------- | ------------ | -------- | ---------- | --------- | ----------- | --------- | ----------- | --------------- |
| '1'   | yop-kit       | mʷim          | mimo                   | ɐᵘkʰ         | makow    | ele-yem    | 'mʷiɴɢi   | keřket      | maagop    | makop       | *makop          |
| '2'   | alo-ket       | haɹop̚         | ɑjoːp                  | ɐᵘkʰ teben   | alew     | asu        | 'ʔɑːqɛʁɔm | keřket kɑwl | alop      | alep        | *aɾop           |
| '3'   | alo-yop       | haɹop mʷim    | ɑjoːpmim               | ⁱemɐmɐs      | alewbino | asu-matna  | 'sɑːliput̚ | sɑřɑpkuř    | asuno     | asumano     | *saɾiput / *2+1 |
| '4'   | minen         | kʷandin       | kɑniŋ                  | ketket teben | alalew   | 2+2        | ʔæ'kɑβi   | ɑe kɑwi     | kal binim | atailingkal |                 |
| '5'   | al nen        | ɐŋɔː          | ɑŋɡo                   | ketket       | auok     | 2+2+'otro' | ʔɑɛ̃       | ɑe          | ogal      | awakal      | *aŋo(k)         |
| '6'   | mungup nen    | ɡuŋ           | bɛnmɛ                  | ɡuŋ          | bokow    | 2+2+2      | ᶰɢɔɴ      | ⁿɡoŋ        | bugup kal | bukupkal    | *bu-ⁿgop~ *ⁿgoŋ |
| '7'   | et then       | het̚           | ɛt/ kuɾupmim           | ben          | fet      | ban-lim    | tɑ'ʣɑp    | eř          | ban kal   | fetkal      | *fet-           |
| '8'   | okelung nene  | het̚ kop̚       | kɑniŋkɑninŋ/ doknikono | dᵘɐn         | luwan    | hetlefab   | bæ'ɴɢup   | wom         | ifan kal  | oklungkal   | *baŋup / *okluŋ |
| '9'   | tabi nene     | buŋup̚         | buŋgumut               | teⁱp         | bati     | tumin      | 'ʤæβɑt    |             | tu gal    | betikal     | *tabi           |
| '10'  | nangol nen    | mentoː        | bɛnkɑbɑ                | kiŋ          | naŋal    | nakal      | mɑːl̪in    | mɑriŋ       | nagal kal | nakalkal    | *maɾiŋ / *nakal |

Para las ramas ngalum, tangko y occidental se tiene:
| GLOSA | Ngalum       | Ngalum      | Tangko            | Occidental |
| GLOSA | Komyandaret  | Tsaukambo   | Tangko            | Kopkaka    |
| ----- | ------------ | ----------- | ----------------- | ---------- |
| '1'   | 'ɸædiʔ       | ɸæ'liʔ      | ɡeɡes             | ɔ'ɾɔpmʌn   |
| '2'   | mɔːmɨ'nɛ     | mɔmə'niʔ    | ɡesabu            | ɔ'wɔ       |
| '3'   | diː'ɾænɔʔ    | dilæ'nɔʔ    | sarapun / saruput | səpkwi'nɛn |
| '4'   | nɔn'dɔːwɑnɔʔ | nɔ'ndɔænɔʔ  | soabu             | ɔmu'ɾunɛn  |
| '5'   | wæ'jænɔʔ     | wæ'jænɔʔ    | sowol             | 'ʔɔmnɛn    |
| '6'   | ɠɤdɯ'nɑnɔʔ   | ɡjɯlɯ'nænɔʔ | ŋoŋ               | 'duŋɪ      |
| '7'   | sæwɔ'l̪ænɔʔ   | sæ'bɔ'lænɔʔ | tailap            | 'sɔɾkɪ     |
| '8'   | bɔŋɡu'wɑnɔʔ  | bɔŋɡu'wɑnɔʔ | baŋup             | bɑ'ŋʊp     |
| '9'   | t͡sɑbu'wɑnɔʔ  | sæbu'ænɔʔ   | tabu              | tɑ'be      |
| '10'  | ʔəl̪i'wɑnɔʔ   | jæŋɡijæ'nɔʔ | kerek / kirit     | mɑ'liŋ     |

Estos términos están relacionadas con los nombres de las partes de la mano y el brazo, aunque las lenguas varían en sus detalles la cuenta usualmente es: 1 = '[dedo] meñique', 2 = 'dedo anular', 3 = 'dedo medio', 4 = 'dedo índice', 5 = '[dedo] pulgar', 6 = 'muñeca', 7 = 'antebrazo', 8 = 'codo', 9 = 'bíceps', 10 = 'hombro'.